# Vot universal

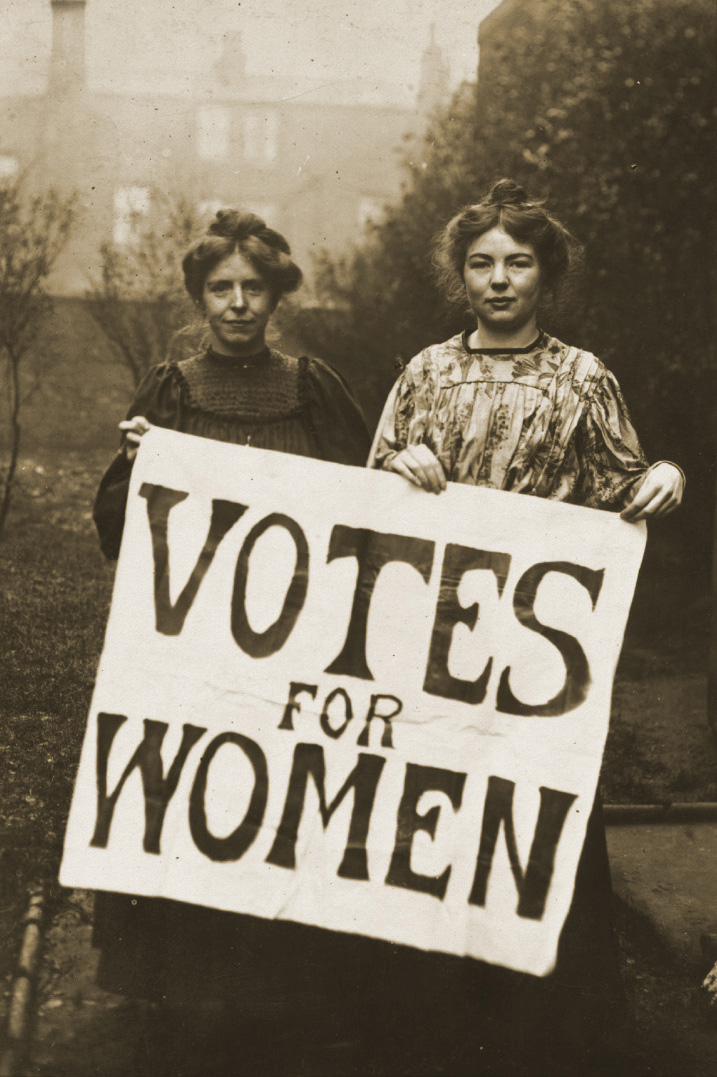

Votul universal sau sufragiul universal reprezinta unul din principiile de bază ale democrației si are ca scop oferirea posibilitatii fiecărui cetățean adult și cu discernământ de a-și exercita activ și pasiv dreptul de vot, adică de a-și alege reprezentanții în legislativ, respectiv de a fi ales ca atare. Din punct de vedere istoric, este privit ca sistem de vot universal și sistemul în care doar populația masculină a beneficiat de drept de vot activ și pasiv (spre deosebire de sistemele în care puterea este exercitată pe temeiul originii, precum în aristocrație, pe temeiul convingerii religioase, precum în teocrație etc.).
Republica Franceză a fost primul stat din lume care a introdus votul universal, la sufragiul din 1792 (doar pentru bărbați). Statele care au cea mai îndelungată și neîntreruptă tradiție a votului universal sunt Franța și Elveția (de la 1848). Noua Zeelandă a fost primul stat din lume care a introdus votul universal pentru femei și bărbați, în 1893.

## Vot universal în România
În România, votul universal pentru persoanele de gen masculin a fost introdus în 1918. Votul universal ce au inclus și persoanele de gen feminin (deci practic votul universal similar cu cel din prezent) a fost introdus în constituția de la 1948 din timpul regimului comunist. Mai multe detalii aici și aici.   

## Vezi și
- Drept de vot